# Jerry Zucker
Jerry Gordon Zucker (ur. 11 marca 1950 w Milwaukee) – amerykański reżyser filmowy, znany jako twórca komedii o charakterystycznym typie absurdalnego humoru.

## Życiorys
Urodził się w Milwaukee w stanie Wisconsin w rodzinie żydowskiej jako syn  Charlotte A. (z domu Lefstein) i Burtona C. Zuckera, developera nieruchomości. Uczęszczał do Shorewood High School. Ukończył studia na Uniwersytecie Wisconsin w Madison.
Rrozpoczął karierę jako współreżyser komedii Czy leci z nami pilot? (1980), Ściśle tajne (1984) cyklu Naga broń (od 1988) i innych. W 1990 roku został samodzielnym reżyserem filmu niekomediowego Ghost (tytuł używany w Polsce: Uwierz w ducha), nominowanego do Oskara jako najlepszy film roku. Grał też epizodyczne role w reżyserowanych przez siebie obrazach.
Wiele komedii współreżyserował wraz z bratem Davidem oraz Jimem Abrahamsem, tworząc wraz z nimi zespół reżyserki Zucker-Abrahams-Zucker o ustalonej renomie w światku filmowym.